# Titanatemnus saegeri
Titanatemnus saegeri är en spindeldjursart som beskrevs av Beier 1972. Titanatemnus saegeri ingår i släktet Titanatemnus och familjen Atemnidae. Inga underarter finns listade i Catalogue of Life.